# Fältsandbi
Fältsandbi (Andrena morawitzi) är en stekelart som beskrevs av Thomson 1872. Fältsandbi ingår i släktet sandbin, och familjen grävbin. Arten kallas även busksandbi och stäppsandbi.

## Beskrivning
Ett förhållandevis storvuxet bi (13 till 14 mm) med svart till mörkbrun päls i ansiktet, blandat brungrå och svart päls på mellankroppen och övervägande svarthårig bakkropp. De främre tergiterna (ovansidans bakkroppssegment) har dock längre och ljusare hår. Även håren på tergiternas bakkanter kan vara något ljusare, så biet får ett randigt färgmönster. Bakbenen är dessutom brandgula. Hanen är  mycket lik andra sandbin och kan endast säkert bestämmas genom ingende undersökning av könsorganen.

## Ekologi
Fältsandbiet föredrar öppna sandmarker av mer eller mindre stäppkaraktär. Det är specialiserat på videväxter, och behöver ha sådana i sin närhet. Eftersom det föredrar öppna marker, är det en av de arter som är beroende av markstörning, som exempelvis militära övningsfält. Likt många andra bihanar patrulleringsflyger hanarna terrängen längs fasta banor och avsätter feromoner på uppstickande föremål för att locka till sig honor. Honan gräver antagligen ut larvbona på glesbevuxna sandområden.

## Taxonomi
Artens taxonomi är omstridd; många forskare betraktar den som en synonym till antingen dådresandbi (Andrena bluethgeni) eller rapssandbi (Andrena bimaculata).

## Utbredning
Med tanke på den taxonomiska osäkerheten är arten dåligt känd, men den förefaller framför allt förekomma i Nordosteuropa. I Sverige förekommer arten sällsynt i Skåne, där framför allt på Revingeheds militära övningsfält, där den oftast påträffas vid en och samma sälg. Senaste gången detta skedde, var i samband med inventeringen i maj 2022. Arten har tidigare även påträffats vid Vombsjön i Skåne samt på Öland, men är numera försvunnen.
Fältsandbiet förekommer inte i Finland. 
Arten är rödlistad som akut hotad ("CR") i Sverige, och arten förväntas minska; främsta hotet tros vara igenväxning (arten är som sagt beroende av markstörning).